# Madaotou (sockenhuvudort i Kina, Shanxi Sheng, lat 39,88, long 112,77)
Madaotou är en sockenhuvudort i Kina. Den ligger i provinsen Shanxi, i den norra delen av landet, omkring 220 kilometer norr om provinshuvudstaden Taiyuan. Antalet invånare är 10 087. Befolkningen består av 4 960 kvinnor och 5 127 män. Barn under 15 år utgör 15,0 %, vuxna 15-64 år 74 %, och äldre över 65 år 9,0 %.
Runt Madaotou är det tätbefolkat, med 257 invånare per kvadratkilometer. Närmaste större samhälle är Dianwan, 14,8 km nordost om Madaotou. Trakten runt Madaotou består i huvudsak av gräsmarker.
Genomsnittlig årsnederbörd är 632 millimeter. Den regnigaste månaden är juli, med i genomsnitt 177 mm nederbörd, och den torraste är december, med 3 mm nederbörd.